# Jean-Baptiste Poux
Jean-Baptiste Poux (Béziers, 26 giugno 1979) è un ex rugbista a 15 e allenatore di rugby a 15 francese, che giocava nel ruolo di pilone e che, successivamente al suo ritiro, è diventato tecnico della mischia del Bordeaux Bègles.

## Biografia
Nativo di Béziers, ebbe il suo primo club professionistico nella vicina Narbona; con la locale squadra esordì in campionato nel 1999 e si mise in luce per la Nazionale, nella quale disputò il suo primo incontro a fine 2001, durante i test di fine anno, contro Figi.
Passato nel 2002 al Tolosa, con tale club Poux vanta due titoli di campione di Francia (vinti nel 2008 e nel 2011) e tre di campione d’Europa (l'ultimo nel 2010).
Con la Nazionale esordì nel 2001 contro Figi e successivamente prese parte alla Coppa del Mondo di rugby 2003 in Australia (con 4 incontri) e a quella del 2007 in Francia (6); in entrambe le edizioni del torneo si qualificò quarto assoluto.
Partecipò inoltre alle edizioni 2002 e 2008 del Sei Nazioni, vincendo la prima di esse con il Grande Slam; tornato in Nazionale a due anni di distanza dalle ultime apparizioni, vinse anche il Sei Nazioni 2010, anch'esso con lo Slam.
Infine ha preso parte alla Coppa del Mondo di rugby 2011, la sua terza consecutiva.

## Palmarès
- Campionati francesi: 3
Tolosa: 2007-08, 2010-11, 2011-12
- Heineken Cup: 3
Tolosa: 2002-03, 2004-05, 2009-10